# Stephen Smale
Stephen Smale   (Flint, 15 de juliol de 1930) és un matemàtic nord-americà, conegut per les seves contribucions en Topologia i Geometria diferencial.
Es va doctorar el 1957, a la Universitat de Michigan, sota la supervisió de Raoul Bott. En aquest moment va començar a ensenyar a la Universitat de Xicago. El 1960 va passar a ensenyar a la Universitat de Califòrnia, Berkeley. Entre els seus grans assoliments matemàtics està demostrar el Teorema de Poincaré per a totes les dimensions majors o iguals que cinc. Pels seus treballs va rebre la Medalla Fields el 1966.

## Educació i carrera
Va ingressar a la Universitat de Michigan el 1948. Inicialment, Smale era un bon estudiant, aconseguint ingressar en una classe honoraria de càlcul dictada per Bob Thrall traient les notes més altes. No obstant això, els anys següents va obtenir notes mediocres, fins i tot arribant a reprovar física nuclear. Amb una mica de sort, Smale va ser acceptat com a estudiant graduat en el departament de matemàtiques de la Universitat de Michigan. Novament, Smale va treure males notes en els seus primers anys, amb un C de mitjana com a estudiant graduat. Smale va començar a treballar intensament solament quan el cap del departament, Hildebrant, va amenaçar d'expulsar-ho de la universitat. Smale finalment va obtenir el seu doctorat el 1957, sota la direcció de Raoul Bott.
En els anys 60 va ser professor en Berkeley. Es va afiliar al Partit Comunista. Es va oposar a la guerra de Vietnam. És navegant solitari. Té la cinquena col·lecció més important del món de pedres semi precioses.